# Agrotis militaris
Agrotis militaris là một loài bướm đêm trong họ Noctuidae.